# Куниянти
Куниянти — один из языков австралийских аборигенов, распространённый в долине реки Маргарет. Куниянти является вымирающим языком, так как молодое поколение полностью перешло на английский.

## Классификация
Куниянти тесно связан с языком пунупа, как английский язык связан с голландским. Эти два языка являются единственными представителями пунупской семьи. Куниянти и пунупа, в отличие от большинства других языков австралийских языков, не являются представителями семьи пама-ньюнга.

## Письменность
Система письменности языка куниянти на латинской основе, была принята в 1984 году. Потом письменность была изменена в 1990 году, и ещё раз переделана в 1999 году. Письменность не фонематична, так как не учитываются некоторые различия, существующие в речи.

## Грамматика
Куниянти не имеет грамматического рода, и в большинстве случаев использует эргативно-абсолютивную систему.